# 虛擬設計
虛擬設計（Simulation Design），是在創造的過程當中，為縮短時間，增進預想的準確度，在企劃階段、技術開發階段、提案表現階段，透過電腦之畫面研究其可行性的一項重要技術。
在設計的每個階段過程具有促進溝通、模擬的效果，使未來將呈現的結果可以多方面提供讓人體驗、實習與檢驗。
在建築、視覺傳達與工業設計的過程中尤為重要，它提供了假想但看起來像實物的情境。
當今訓練高級的飛行機師，大致皆以虛擬實境的設備來檢測其駕駛技術，在設計上是最有效的開發手法之一。